# بيركهولدرية ملحية
بيركهولدرية ملحية (الاسم العلمي: Burkholderia insulsa) هي نوع من البكتيريا، سلبية الغرام، تتبع جنس البيركهولدرية.